# لش‌ماهی دورنگه
لش‌ماهی دورنگه (نام علمی: Gila bicolor) نام یک گونه از زیرخانواده قنات‌ماهیان است.